# Замок Малахайд
Замок Малахайд (ирл. Caisleán Mullach Íde) — расположен недалеко от деревни Малахайд, в 14 километрах к северу от Дублина в Ирландии. Общая площадь замка с прилегающими лесопарковыми насаждениями составляет около 1,1 км².
Поместье основано в 1185 году, когда рыцарь Ричард Тальбот, сопровождавший Генриха II в Ирландию, получил во владение землю и гавань Малахайд. Замок Малахайд принадлежал семье Тальбот 791 год, за исключением периода с 1649 по 1660 год, когда Оливер Кромвель, после завоевания Ирландии, предоставил поместье Милзу Корбету. Корбет повесился после кончины Кромвеля и замок вновь перешёл к Тальботу. Замок был заметно увеличен во время правления Эдуарда IV, в 1765 году к нему были достроены башни. Замок пережил такие трагедии, как Битва на реке Бойн, когда четырнадцать членов семьи Тальбот сели завтракать в "Большом зале", а к вечеру все были мертвы.
В 1920-х годах в замке были обнаружены частные бумаги шотландского писателя Джеймса Босуэлла. Они были проданы американскому коллекционеру прапраправнуком Босуэлла лордом Тальботом.
В конечном счёте замок Малахайд был унаследован седьмым бароном Тальботом, а после его смерти в 1973 году передан его сестре Роуз. В 1975 году Роуз продала замок государству, чтобы погасить налог на наследство, и эмигрировала в Австралию. Многое из содержимого замка, особенно мебель, было продано заранее, что привело к многочисленным общественным спорам. Но частные и государственные участники смогли частично восстановить потери. В настоящее время в замке работает музей.